# Charles Albright
Charles Albright (født 10. august 1933, død 22. august 2020) var en seriemorder fra Amarillo, Texas, dømt for drab på tre prostituerede i 1991.

## Tidlige liv
Charles blev adopteret af Delle og Fred Albright fra et børnehjem. Hans mor, en skolelærer, var meget overbeskyttende overfor Charles. Hun fremskyndede hans uddannelse så han kunne springe to klasser over.
Hans kriminelle karriere begyndte tidligt. I en alder af 13 år, var han allerede småkriminel og blev arresteret flere gange for tyveri og overfald. Da han var 15 år blev han færdig med high school og med et forfalsket eksamensbevis lykkes det ham at kommer ind på North Texas University. Da Charles var 16 år blev han fanget af politiet med nogle småpenge fra et kasseapparat, to håndvåben og en riffel. Han tilbragte et år i fængsel for dette. Efter sin løsladelse forsatte han sin uddannelse på Staten Arkansas Teacher's College. Dette stoppede dog da man fandt stjålne genstande i hans besiddelse og han blev efterfølgende bortvist fra skolen før eksamen, men blev ikke retsforfulgt. Han forfalskede de rigtige dokumenter og gav sig selv både en falsk bachelor- og kandidatgrad.
Charles blev senere gift med hans college-kæreste og de fik sammen en datter. Charles' hustru var lærer, men han undlod at holde et job alt for længe af gangen. Han fortsatte med drive dokumentfalskneri imens hans underviste på en high school, men hver gang han var lige ved at blive fanget lykkes det ham at slippe godt fra det alligevel. I 1965 blev Charles og hans kone skilt hvilket blev endeligt færdiggjort i 1974.
På et tidspunkt senere i Charles' liv blev han taget i at stjæle hundredvis af amerikanske dollars fra en hardwarebutik og modtog en to-årig fængselsstraf. Han afsonede kun seks måneder af denne straf før han igen var på fri fod. Efter han var blevet løsladt spurgte Charles rundt omkring i sit nabolag om arbejde, og da naboerne efterhånden fik tillid til han blev han en dag spurgt om han ville babysitte for deres børn. I 1981, efter hans mors død, passede Charles nogle venners datter, som han senere seksuelt misbrugte. Dette blev anmeldt og han blev efterfølgende retsforfulgt. Han erkendte sig skyldig og modtog en betinget dom. Han hævdede senere at han var uskyldig, men havde erkendt sig skyldig dengang for at undgå besværet for yderlige retsforfølgelse.
I 1985 mødte Charles en kvinde ved navn Dixie i den amerikanske delstat Arkansas. Han inviterede hende til at leve sammen med ham og det varede ikke længe, før hun betalte hans regninger og støttede ham. Charles tog tit det han kaldte en "avisrute" i de tidlige morgentimer, tilsyneladende for at besøge prostituerede uden at hans kone skulle fatte mistanke om det.

## Ofre
13. december 1990 – Mary Lou Pratt, 33, en velkendt prostitueret fra Oak Cliff-nabolaget i Dallas i delstaten Taxas. Hendes krop blev fundet liggende med hovedet opad. Hun var iført kun en T-shirt. Hun var blevet skudt i hovedet med en .44-kaliber pistol. Retsmedicinerne opdagede, at Charles havde fjernet begge øjne på ofret meget fint og tilsyneladende havde taget dem med ham.
10. februar 1991 – Susan Peterson var en prostitueret som blev fundet næsten nøgen, med sin T-shirt trukket op for at vise hendes bryster på samme måde som Pratt. Hun havde været skudt tre gange: i den øverste del af hovedet, i venstre bryst og point-blank i bagsiden af hovedet. En kugle havde gennemboret hendes hjerte, og en anden gennemboret hendes hjerne. En klump af hendes hår lå på hendes bryst. Hun var blevet dumpet i det sydlige Dallas, lige uden for bygrænsen. Retsmedicinerne kunne konstatere, at dette offer bar en anden uhyggelig lighed med mordet på Mary Lou Pratt, da dette offer, Susan Peterson, også havde fået sine øjne skåret ud på samme kirurgisk måde som Mary Lou Pratt havde fået gjort det knap et år tidligere.
18. marts, 1991 – Shirley Williams var en deltids-prostitueret som blev fundet nøgen, liggende på sin side i nærheden af en skole, med hendes øjne fjernet. Williams havde også en brækket næse, og hun var blevet skudt gennem toppen af hovedet og i ansigtet.

## Fængsling og retssag
Den 22. marts 1991, blev Albright arresteret og anklaget for tre tilfælde af mord. Hans retssag begyndte den 13. december 1991. Anklagemyndigheden havde mange problemer i løbet af retssagen. Den eneste dokumentation der lå fast var det som stammede retsmedicinske bevismaterialer – hår fundet på Williams' mordsted der matchede Albright. Den 18. december 1991 fandt en jury Charles Albright skyldig i alle tre mord. Han blev idømt livsvarigt fængsel for mordene på Shirley Williams, Mary Lou Pratt og Susan Peterson.